# Tradedoubler
Tradedoubler ist ein Anbieter für Online-Marketing und Vertriebslösungen. Das Unternehmen wurde im November 1999 von Felix Hagnö und Martin Lorentzon in Stockholm gegründet und erzielte 2005 einen Umsatz von 117 Mio. Euro. Neben dem Hauptsitz in Schweden ist Tradedoubler in weiteren 17 europäischen Ländern mit ca. 500 Mitarbeitern vertreten. Tradedoubler AB ist seit 2005 an der Börse in Stockholm gelistet.

## Produkte / Dienstleistungen
Tradedoubler bietet folgende Produkte/Dienstleistungen an:
- td Campaigns: Beratung und Planung bei klassischen Online-Kampagnen
- td Affiliate: Affiliate-Marketing (inkl. td Talk: Cost-per-Call-Netzwerk)
- td Integral: Das Online-Marketing Management System (ehemals td Toolbox)
- Beratung und Optimierung vom E-Commerce

## Geschichte

### 1999
- Im Frühjahr stellten Felix Hagnö und Martin Lorentzon einen lauffähigen Prototyp der Tracking-Software fertig.
- Am 24. August wurde die Firma gegründet.
- Ende Oktober stellte Tradedoubler seine zwei ersten Mitarbeiter an.

### 2007
- Am 15. Januar legte AOL ein Übernahmeangebot für Tradedoubler vor.
- Das Übernahmeangebot von AOL wurde am 15. März 2007 zurückgezogen.
- Tradedoubler führte die Technologie iSales ein. Mit dieser Technologie war es möglich, nicht nur Sales, die auf Basis von Klicks entstanden, zu vergüten, sondern auch Sales, die auf Grund der Einblendung eines Werbemittels entstanden sind.
- Zum 31. Dezember 2007 legte Mathias Pantke, Geschäftsführer der Tradedoubler GmbH, sein Amt nieder und verließ das Unternehmen.

### 2008
- Zum 1. Januar 2008 wurde der Geschäftsbereich TD Technology gegründet.
- Am selben Tag wurde das Österreichgeschäft von der Tradedoubler GmbH abgespalten und an die neu gegründeten Tradedoubler Österreich GmbH mit Sitz in Wien übergeben. Geschäftsführer der Tradedoubler Österreich GmbH wurde Erik Lehner.
- Zum 1. Februar 2008 übernahm Axel Schönau den Posten des Geschäftsführers der Tradedoubler GmbH.
- Anfang April 2008 startete Tradedoubler für seine Publisher mit kontextabhängigen Werbemitteln, genannt td AdMatch.
- Ende April 2008 startete Tradedoubler mit dem Produkt td Integral. td Integral ist eine Kombination aus der td Toolbox und td Searchware 4
- Mitte Mai 2008 gab Tradedoubler einen Verhaltenscodex zur ausschließlichen Nutzung von sauberem Traffic bekannt.
- Mitte Juli 2008 gab Tradedoubler seine Halbjahreszahlen bekannt. Trotz der Abkühlung im Online-Marketing konnte Tradedoubler seinen Umsatz wieder deutlich steigern.
- Anfang August 2008 führte Tradedoubler eine Webseiten-Verifizierung ein. Dies unterstreicht weiter die Bemühungen von Tradedoubler für sauberen Traffic.
- September 2008 verließ Andreas Bernström das Unternehmen. Neuer COO wurde Björn Lindberg.
- Im Herbst stellte Tradedoubler das Produkt td Toolbox ein. td Toolbox geht vollkommen in td Integral auf.
- Dezember 2008 verließ William Cooper das Unternehmen. Neuer CEO wird der Schwede Örjan Frid.
- Ende Dezember 2008 bezog das Tradedoubler Headquarters und Tradedoubler Schweden ein neues gemeinsames Büro.

### 2009
- Anfang 2009 reorganisierte Tradedoubler seine Produktpalette. Aus td Pull und td Talk wurde td Affiliate, aus td Push und td Reach wurde td Campaigns. The Search Works blieb nur im Vereinigten Königreich und Frankreich als eigenständige Marke bestehen. In allen anderen Ländern wurde das td Search angeboten.
- Ende April verließ der Geschäftsführer Axel Schönau Tradedoubler Deutschland. Sein Nachfolger wurde Torben Heimann.[1]
- Mitte Mai 2009 änderte Tradedoubler Deutschland seine AGB für Affiliates. Diese enthielt ein paar bei Affiliates umstrittene Passagen, worauf eine Welle der Entrüstung losbrach. Sie wurde auf Druck der Affiliates am 9. Juni 2009 wieder zurückgenommen und die ursprüngliche Fassung trat wieder in Kraft.

### 2010
- Anfang 2010 schloss Tradedoubler nach zwei Jahren sein japanisches Büro wieder.[2]
- Tradedoubler bekam zum 16. Februar mit Urban Gillström einen neuen CEO.[3]
- Tradedoubler gab die mit der Übernahme der IMW Group zu Tradedoubler gekommene SEM-Software td Searchware (ehemals BidBuddy) auf und integrierte die SEM-Software des Anbieters Marin Software in td Integral. Die Migration wurde im August abgeschlossen.
- Anfang Oktober gab Tradedoubler eine große Umstrukturierung bekannt, die zum 1. Januar 2011 gültig wurde. In der neuen Struktur lag der Fokus auf dem sogenannten Netzwerk, also den Produkten td Affiliate und td Campaigns, die zusammen für ca. 85 % des Umsatzes von Tradedoubler verantwortlich waren. Die Produkte td Integral und td Search wurden in eigene Business-Units ausgelagert. Des Weiteren wurden die Länderniederlassungen zu reinen Vertriebsniederlassungen umgebaut.[4]

### 2011
- Im November wurde bekannt, dass Tradedoubler sich von seinem SEM-Geschäft (td Search) zum Ende des Jahres trennt. Übernommen wurde es von der französischen Firma Netbooster, die in mehreren europäischen Ländern aktiv war. Des Weiteren ging Tradedoubler mit Netbooster eine strategische Partnerschaft ein.[5]

### 2012
- Im Februar startete Tradedoubler seine Dienste in Brasilien.[6] Dies war nach einem nicht erfolgreichen Intermezzo auf dem japanischen Markt der zweite Versuch von Tradedoubler, auch außerhalb von Europa zu expandieren.

## Übernahmen
Am 25. Juli 2007 übernahm Tradedoubler die Firma Marketing Works Ltd. (IMW Group) für 56 Mio. Pfund Sterling. Die IMW Group bestand aus zwei Geschäftsbereichen:
- The Search Works, eine SEM-Agentur
- The Technology Works, ein Technologieanbieter für SEM

Die Produkte der IMW Group, wie z. B. BidBuddy wurden nun in das Tradedoubler-Produkt-Portfolio aufgenommen.
Zum 1. Januar 2008 wurde der neue Geschäftsbereich TD Technology (entstanden aus The Technology Works) gegründet, in dem die Produkte td Toolbox und td Searchware 4 (ehemals BidBuddy) gebündelt wurden. Damit wurde TD Technology reiner Technologie-Anbieter, ohne Affiliate-Netzwerk. Beide Produkte können von TD Technology lizenziert werden.
Das SEM-Agenturgeschäft blieb unter der eigenen Marke The Search Works bestehen.
Mit dem Verkauf seiner SEM-Aktivitäten an Netbooster Ende 2011 zog sich Tradedoubler aus dem SEM-Markt zurück, der mit der Übernahme der IMW Group im Jahr 2007 begann.